# Ayre (Golijov)
Pour les articles homonymes, voir Ayre.
Ayre est le douzième album du compositeur Osvaldo Golijov, commandé par la Carnegie Hall pour la soprano Dawn Upshaw. C'est un cycle de chansons de la région méditerranéenne qui coexistaient autrefois en Espagne avant la Reconquista.
L'Ayre de Golijov - qui signifie "air" ou "mélodie" en espagnol médiéval - se concentre en grande partie sur le sud de l'Espagne avec son mélange de trois cultures (chrétienne, arabe et juive) à une époque avant l'expulsion des Juifs dans la fin du XVe siècle.

## Le disque compact
Le CD se compose de deux parties : dans la première il y a les compositions d'Osvaldo Golijov et dans la seconde les pièces publiées dans Folk Songs en 1964 par Luciano Berio (pour Voix et Sept Instruments): mezzo-soprano, flûte, clarinette, alto, violoncelle, harpe et percussion de Luciano Berio.
Dans la première partie Ayre (pour voix et orchestre), les pièces sont toutes interprétées par la soprano Dawn Upshaw accompagnée de l'orchestre The Andalucian Dogs.
Dans la deuxième partie Folk Songs la soprano Dawn Upshaw est accompagnée par Helen Tara O'Connor, Todd Palmer, Ljova, Erik Friedlander, Bridget Kibbey, Eric Poland et Gordon Gottlieb.[non pertinent]
En plus des instruments mentionnés, dans les pièces Tancas serradas a muru (sarde) et Wa Habibi (arabe), un Ordinateur portable programmé avec de l'Electronica "beat" a été utilisé pour fournir un fond de conduite rythmique.

## Liste des pistes
Ayre de Osvaldo Golijov

### Première partie
1. Mananita de San Juan (Morning of St. John's Day) - 3:54
2. Una Madre Comió Asado (A Mother Roasted her Child) - 3:01
3. Tancas serradas a muru (Walls are Encircling the Land) - (trad. Sardaigne, paroles de Melchiorre Murenu)- 2:57
4. Luna - 2:04
5. Nanni - 3:15
6. Wa Habibi (My Love) - 6:15
7. Aiini Taqttiru (My Eyes Weep)  - 2:47
8. Kun Li-Guitari Wataran Ayyuha Al-Maa' (Be a String, Water, to my Guitar) - 1:14
9. Kun Li-Guitari Wataran Ayyuha Al-Maa' (Be a String, Water, to my Guitar) - 1:40
10. Yah, Anna Emtzacha (Oh, Where Shall I find You?)  - 3:44
11. Ariadna en su Laberinto (Ariadne in Her Labyrinth) - 9:15

### Deuxième partie
1. Black is the colour  (USA) - 2:42
2. I Wonder As I Wander (USA) - 2:06
3. Loosin yelav (Arménie) -2:35
4. Rossignolet du bois - (France) - 1:28
5. A la femminisca - (Sicilia)  - 1:32
6. La donna ideale - (Liguria, Italie) - 1:17
7. Ballo - (Italie)- 1:34
8. Motettu de tristura  - (Sardaigne)- 1:53
9. Malurous qu'o un fenno - (Auvergne)- 1:00
10. Lo fiolairé - (Auvergne)- 2:56
11. Azerbaijan Love Song (Qalalıyam) - (Azerbaïdjan)- 2:48